# Comuna de Poronin
Poronin (polaco: Gmina Poronin) é uma gminy (comuna) na Polónia, na voivodia de Pequena Polónia e no condado de Tatrzański. A sede do condado é a cidade de Poronin.
De acordo com os censos de 2004, a comuna tem 10 571 habitantes, com uma densidade 126,5 hab/km².

## Área
Estende-se por uma área de 83,55 km², incluindo:
- área agricola: 39%
- área florestal: 56%

## Demografia
Dados de 30 de Junho 2004:
|                      | Total   | Total | Mulheres | Mulheres | Homens  | Homens |
| -------------------- | ------- | ----- | -------- | -------- | ------- | ------ |
|                      | pessoas | %     | pessoas  | %        | pessoas | %      |
| População            | 10 571  | 100   | 5353     | 50,6     | 5218    | 49,4   |
| Densidade (pop./km²) | 126,5   | 100   | 64,1     | 64,1     | 62,5    | 62,5   |

De acordo com dados de 2002, o rendimento médio per capita ascendia a 1203,51 zł.

## Comunas vizinhas
- Biały Dunajec, Bukowina Tatrzańska, Czarny Dunajec, Kościelisko, Zakopane